# Amtsgericht Dortmund

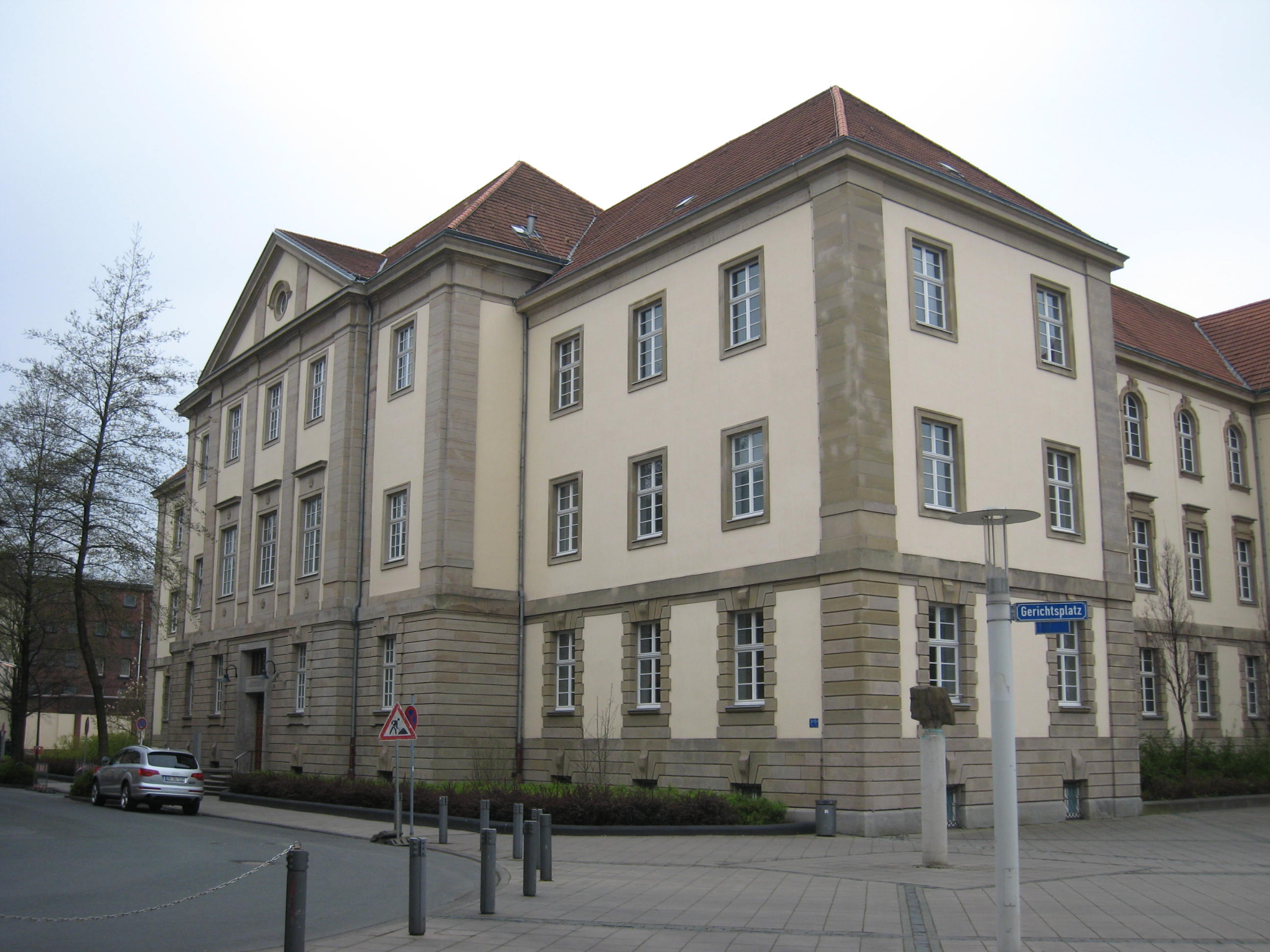
Gerichtsgebäude

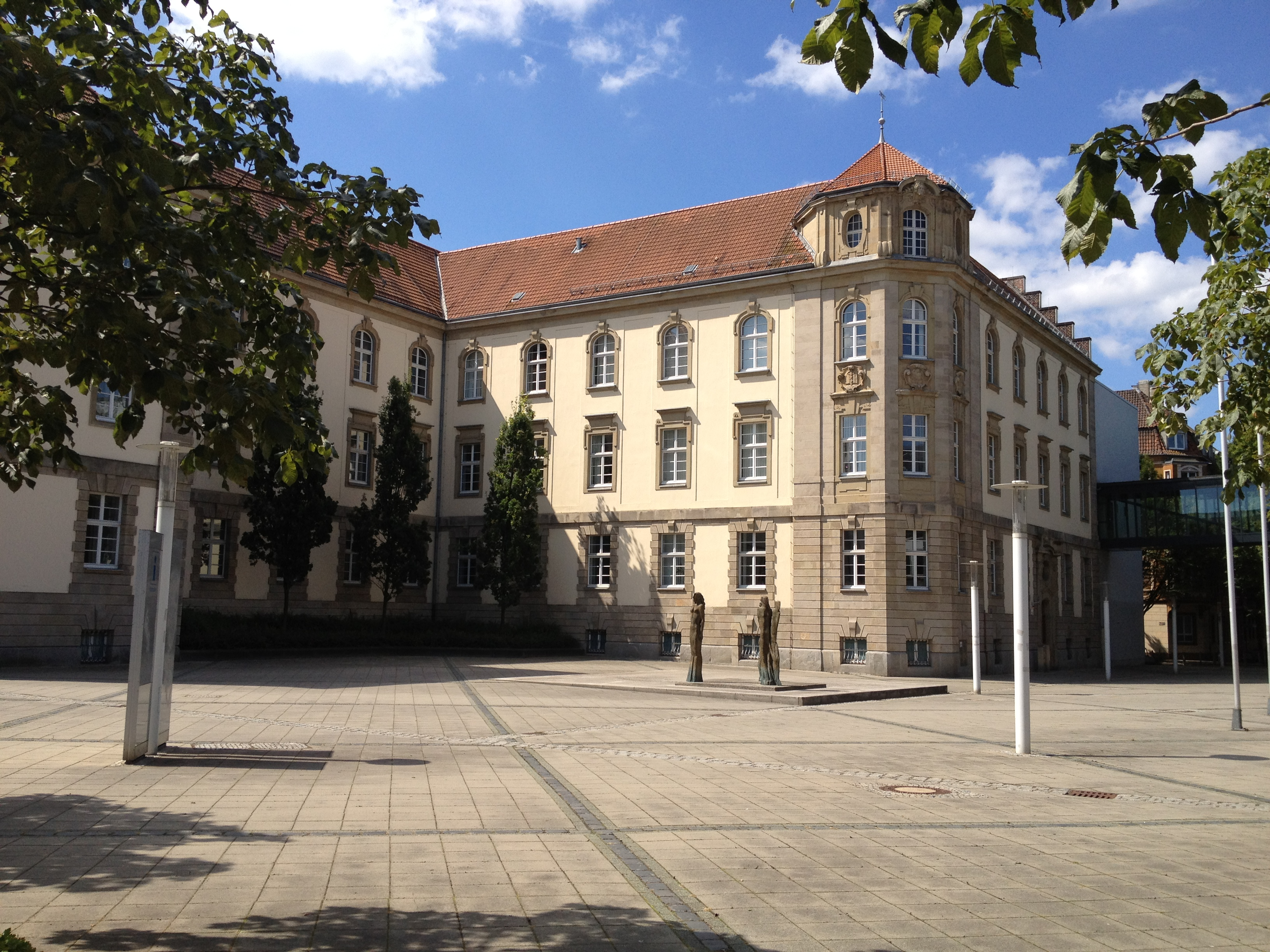
Amtsgerichtsvorplatz

Das Amtsgericht Dortmund ist ein Gericht der ordentlichen Gerichtsbarkeit und das größte der sechs Amtsgerichte im Bezirk des Landgerichts Dortmund. Wegen seiner Größe wird das Amtsgericht Dortmund nicht von einem Direktor, sondern von einem Präsidenten geleitet. Der Präsident des Amtsgerichts untersteht deshalb der direkten Dienstaufsicht des Präsidenten des Oberlandesgerichts Hamm.

## Gerichtssitz und -bezirk
Sitz des Gerichts ist Dortmund. Der Gerichtsbezirk entspricht dem Stadtgebiet der kreisfreien Stadt Dortmund.
Das Amtsgericht Dortmund ist als Insolvenzgericht für den gesamten Landgerichtsbezirk Dortmund zuständig. Registergericht ist es auch für die Städte Castrop-Rauxel, Lünen, Selm und Werne. Die Verfahren nach dem Transsexuellengesetz nimmt das AG Dortmund für den gesamten Oberlandesgerichtsbezirk Hamm wahr.

## Gerichtsgebäude
Das Gerichtsgebäude befindet sich in der Gerichtsstraße 22 im Dortmunder Stadtbezirk Innenstadt-Ost. Das Gebäude ist als Baudenkmal in die Denkmalliste der Stadt Dortmund eingetragen.

## Übergeordnete Gerichte
Das dem Amtsgericht Dortmund im Instanzenzug übergeordnete Landgericht ist das Landgericht Dortmund. Zuständiges Oberlandesgericht ist das Oberlandesgericht Hamm. Da das Amtsgericht Dortmund ein Präsidialgericht ist, liegt die Dienstaufsicht unmittelbar beim Präsidenten des Oberlandesgerichts Hamm.

## Leitung
Zum Präsidenten des Amtsgerichts Dortmund wurde im September 2015 Jörg Heinrichs ernannt. Heinrichs hatte bereits zuvor zwei größere nordrheinwestfälische Amtsgerichte geleitet: 2008 bis 2012 war er Direktor des Amtsgerichts Bielefeld und danach Präsident des Amtsgerichts Essen. Er ist Nachfolger von Peter Benesch, der das Dortmunder Gericht seit 2010 leitete und Ende August 2015 in den Ruhestand trat.

## Geschichte
In Dortmund bestand von 1849 bis 1879 das Kreisgericht Dortmund.
Das königlich preußische Amtsgericht Dortmund wurde mit Wirkung zum 1. Oktober 1879 als eines von acht Amtsgerichten im Bezirk des Landgerichtes Dortmund im Bezirk des Oberlandesgerichtes Hamm gebildet. Der Sitz des Gerichtes war Dortmund. Sein Gerichtsbezirk umfasste den Stadtkreis Dortmund und den Landkreis Dortmund außer den Teilen, die den Amtsgerichten Castrop, Hörde, Schwerte, Unna und Witten zugeordnet war (Langerfeld).
Am Gericht bestanden 1888 neun Richterstellen. Das Amtsgericht war damit das größe Amtsgericht im Landgerichtsbezirk. Gerichtstage wurden in Lünen gehalten.